# سباستيان أرييل روميرو
سباستيان أرييل روميرو (بالإسبانية: Sebastián Ariel Romero)‏ (27 أبريل 1978 ببيريسو في الأرجنتين - ) هو لاعب كرة قدم أرجنتيني في مركز الهجوم. شارك مع منتخب الأرجنتين تحت 20 سنة لكرة القدم ومنتخب الأرجنتين لكرة القدم. أما مع النوادي، فقد لعب مع باناثينايكوس وبانفيلد وجيمناسيا لابلاتا وريال بيتيس وكيلمس ونادي تولوز ونادي راسينغ ونادي قرطبة.

## مسيرته الكروية
لعب سباستيان أرييل روميرو خلال مسيرته الاحترافية مع 8 أندية في خمسة وعشرون موسمًا وسجل خلالها 53 هدفًا ضمن 533 مباراة. ولم يفز بأي موسم بالكأس أو بالدوري.
خاض سباستيان أرييل روميرو مسيرته مع نادي جيمناسيا لابلاتا في موسم 1996–97 في المرة الأولى واستمر معه طيلة ثلاثة مواسم ثم في موسم 2008–09 واستمر معه طيلة ثلاثة مواسم ثم في موسم 2016–17 لمدة موسم واحد، مشاركًا طوالها في 160 مباراة سجل خلالها 21 هدفًا. ثم انتقل إلى نادي ريال بيتيس في موسم 1999–00 ولمدة موسمين، حيث شارك في 30 مباراة ولم يسجل أي هدف. لينتقل بعدها إلى نادي تولوز في موسم 2000–01 لمدة موسم واحد، مشاركًا في 7 مباريات سجل خلالها هدفًا واحدًا. ثم انتقل إلى نادي قرطبة في موسم 2001–02 لمدة موسم واحد، مشاركًا في 13 مباراة ولم يسجل أي هدف. هذا وانتقل لاحقًا إلى نادي راسينغ في موسم 2002–03 ليلعب معه أربعة مواسم، مشاركًا في 116 مباراة سجل خلالها 14 هدفًا. ثم انتقل بعدها إلى نادي باناثينايكوس في موسم 2006–07 ولمدة موسمين، مشاركًا في 36 مباراة سجل خلالها 4 أهداف. ليعود وينتقل من جديد، لكن هذه المرة إلى نادي بانفيلد في موسم 2010–11 لمدة موسم واحد، مشاركًا في 25 مباراة سجل خلالها هدفين. لينتقل بعدها إلى نادي كيلمس في موسم 2011–12 في المرة الأولى ليلعب معه ستة مواسم ثم في موسم 2017–18 لمدة موسم واحد، مشاركًا طوالها في 146 مباراة سجل خلالها 11 هدفًا.

## وصلات خارجية
- سباستيان أرييل روميرو على موقع قاعدة بيانات كرة القدم.إي يو (الإنجليزية)
- سباستيان أرييل روميرو على موقع ناشيونال فوتبول تيمز (الإنجليزية)
- سباستيان أرييل روميرو على موقع عالم كرة القدم.نت (الإنجليزية)